# La Bicicleta
La Bicicleta fue una revista cultural chilena surgida en septiembre de 1978, en plena época de la dictadura de la Junta Militar encabezada por el general Augusto Pinochet. Esta revista -dirigida primero por Eduardo Yentzen Peric (septiembre 1978-mayo 1984) y luego por Antonio de la Fuente Hernández (mayo 1984-mayo 1987)-, nació «bajo el alero del fuerte movimiento cultural que intentaba desarrollarse en las universidades como alternativa de expresión frente a la ilegalidad de la militancia política».
Editada bajo el control de la Editora Granizo Ltda. en Santiago, «enseñó a cantar a los amantes del Canto Nuevo, movimiento musical heredero de la Nueva Canción Chilena». La Bicicleta, que sufrió la censura de la dictadura militar de Pinochet, alcanzó 75 números en sus 9 años de vida: el primero apareció en septiembre de 1978 y el último, en mayo de 1987.
En septiembre de 1981, el cuento «Jess Abraham Jones» resultó premiado en el concurso organizado por la revista, lo que provocó una reacción negativa tanto por parte de lectores como de un grupo de artistas e intelectuales, que escribieron una carta de protesta, reproducida en el Nº17 de noviembre de ese año. El problema residía en que su autora era Mariana Callejas, exagente de la DINA, quien participó junto a su entonces marido, Michael Townley en el atentado terrorista que en 1974 terminó con las vidas del general Carlos Prats y su esposa Sofía Cuthbert en Buenos Aires. La revista explicó que se premió el cuento y no a la autora, y que, por lo demás, los concursantes se presentaron con seudónimos, por lo que no se conoció la identidad de estos hasta después del fallo. El jurado estaba compuesto por Jorge Edwards, Martín Cerda, Marco Antonio de la Parra y el jefe de redacción de la revista, Antonio de la Fuente.